# Tinjsko Polje, Grabštanj
Tinjsko Polje (nemško Tainacherfeld) je naselje v Občini Grabštanj v Okraju Celovec-dežela na Koroškem v Avstriji.